# Đội tuyển Davis Cup Mông Cổ
Đội tuyển Davis Cup Mông Cổ đại diện Mông Cổ ở giải đấu quần vợt Davis Cup và được quản lý bởi Hiệp hội Quần vợt Mông Cổ. Đội chưa thi đấu kể từ năm 2014.
Mông Cổ về đích ở vị trí thứ 5 trong 6 đội ở Nhóm IV năm 2008.

## Lịch sử
Mongolia lần đầu tiên tham gia Davis Cup vào năm 2008.